# Тритонида
Тритонида је у грчкој митологији била богиња језера Тритониде у Либији.

## Митологија
Била је нимфа најада. Она је била либијско божанство, а либијски морски бог је био Тритон, кога су понекад поистовећивали са Посејдоном. Посејдон или Тритон је, према Херодоту и Паусанији, са Тритонидом имао кћерку коју су у Либији називали Атена. Изгледа да им је Аполодор приписивао и кћерку Паладу. Прва кћерка је случајно убила другу у некаквој лажној битки, која се реконструисала на годишњем фестивалу племена Махлијана и Аусејана. Према Аполонију са Рода и Хигину, са Амфитемидом је имала и два сина, родоначелника либијских краљевских породица, Кефалиона и Насамона. Међутим, није сигурно да је то иста Тритонида. Тритонида је било блиско повезана са либијским Тимероидама, дадиљама богиње Атене. Била је поистовећивана са Бентесикимом, јер су обе биле морске (слановодне) нимфе, удате за морског бога и имале две кћерке. Такође, Тритонида подсећа на Полифу и Амфитриту, због повезаности са Посејдоном и Атеном.